# Llista d'aeroports de Guinea Bissau
Aquesta és la llista d'aeroports de Guinea Bissau, ordenats per localització.

## Llista
| Localització | OACI | IATA | Nom de l'aeroport                     | Coordenades                                          |
| ------------ | ---- | ---- | ------------------------------------- | ---------------------------------------------------- |
| Bafatá       | GGBF |      | Aeroport de Bafatá                    | 12° 10′ 35″ N, 14° 39′ 30″ O / 12.17639°N,14.65833°O |
| Bissau       | GGOV | OXB  | Aeroport Internacional Osvaldo Vieira | 11° 53′ 41″ N, 15° 39′ 13″ O / 11.89472°N,15.65361°O |
| Bubaque      | GGBU | BQE  | Aeroport de Bubaque                   | 11° 17′ N, 15° 50′ O / 11.283°N,15.833°O             |
| Cufar        | GGCF |      | Aeroport de Cufar                     | 11° 17′ 17″ N, 15° 10′ 50″ O / 11.28806°N,15.18056°O |